# Tempi bui (film)
Tempi bui(Mala época) è un film del 1998 diretto da Nicolás Saad, Mariano De Rosa, Salvador Roselli e Rodrigo Moreno.
Fu presentato per la prima volta al Festival internazionale del cinema di Mar del Plata il 13 novembre 1998. Nelle sale cinematografiche invece uscì il 1º gennaio 1999. Ha ricevuto qualche premio e qualche nomination.

## Trama
I film è diviso in quattro episodi (ognuno girato da un regista diverso) intitolati Il desiderio (La querencia), Vita e opera (Vida y obra), Va tutto male (Está todo mal) e Compagni (Compañeros).
Tutte le storie sono concentrare sulla Buenos Aires contemporanea.

## Riconoscimenti
- 1998 - Festival internazionale del cinema di Mar del Plata, Menzione speciale e Miglior film latinoamericano [3]
- 1999 - Toulouse Latin America Film Festival, Premio del pubblico [4]